# 李永道

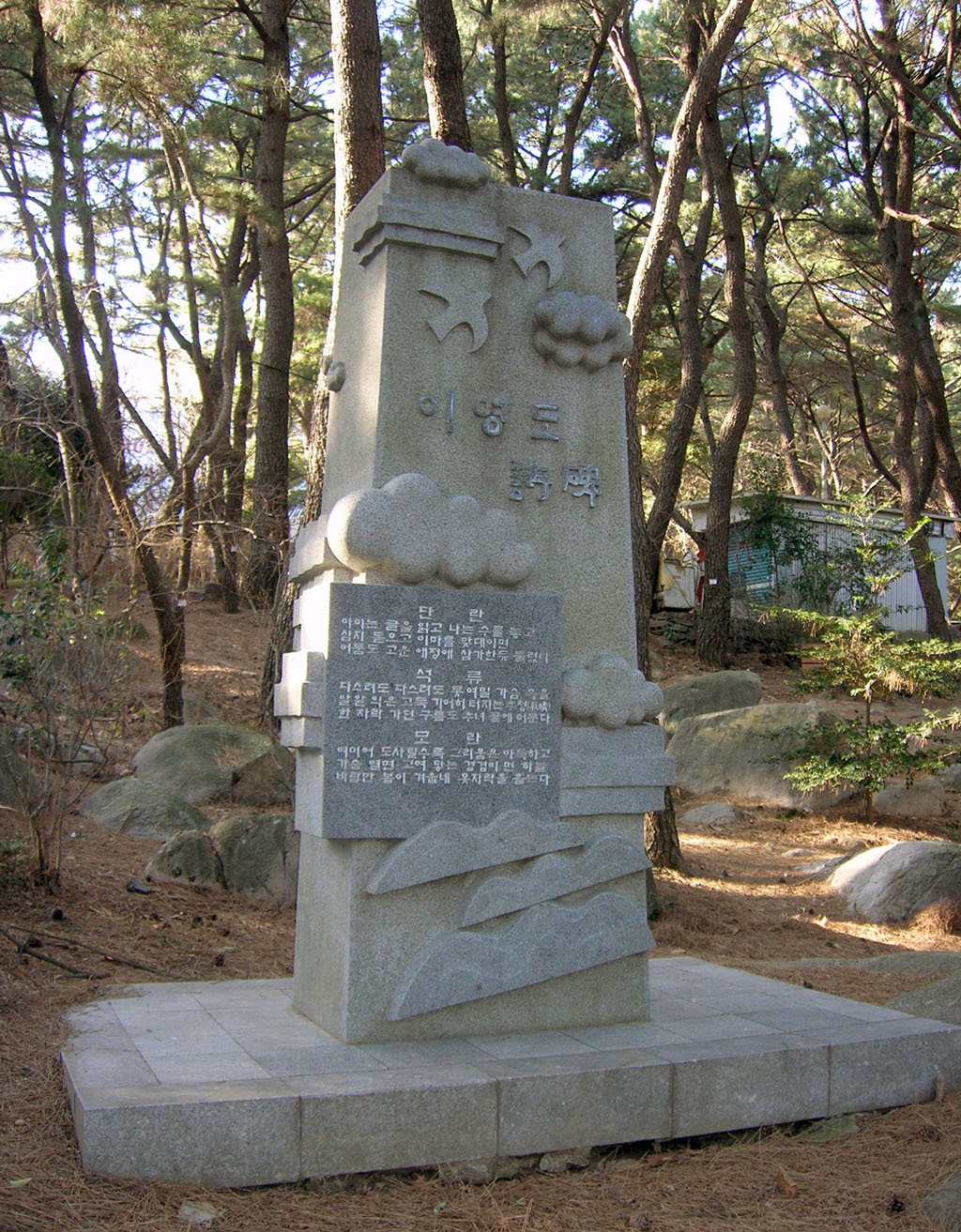
釜山・金剛公園にある詩碑

李 永道（イ・ヨンド、朝鮮語: 이영도、1916年10月22日 - 1976年3月5日）は、大韓民国の時調詩人、教員。号は丁芸（チョンイェ、정예）。兄は同じく詩人の李鎬雨。

## 生涯
慶尚北道清道生まれ。同人誌『竹筍』で活動し、1954年に最初の時調集として『青苧集』を発表した。統一女子中学校の教員でもあった。麻浦区西橋洞の自宅にて脳溢血で60歳で死去した。遺作集として『私の懐かしさはただ青く深いもの』と『約束』が刊行された。

## 私生活
結婚していたが夫は若くして結核で亡くなった。